# Rudolf Beran
Rudolf Beran (ur. 28 grudnia 1887 w Pracejovicach, zm. 23 kwietnia 1954 w Leopoldovie) – czeski polityk i rolnik, premier Czechosłowacji w latach 1938–1939, w 1939 roku premier Protektoratu Czech i Moraw.

## Życiorys
Syn rolnika i właściciela karczmy. W 1905 roku ukończył szkołę handlową w Strakonicach. W młodości zaangażował się w działalność ugrupowań agrarnych, działał jako organizator partii i spółdzielni rolników w Strakonicach i południowych Czechach. Prowadził także własne gospodarstwo rolne. Był bliskim współpracownikiem Antonína Švehli.
W latach 1918–1933 pełnił funkcję sekretarza generalnego, a od 1933 roku pełnił obowiązki przewodniczącego Republikańskiej Partii Rolników i Drobnego Chłopstwa, na stanowisko przewodniczącego został wybrany oficjalnie w 1935 roku. Postulował współpracę z Partią Niemców Sudeckich. Po układzie monachijskim stał się orędownikiem skoncentrowania czechosłowackiego życia politycznego, w latach 1938–1939 stał na czele Partii Jedności Narodowej.
Od 1 grudnia 1938 do 15 marca 1939 pełnił funkcję premiera Czechosłowacji, natomiast od 16 marca do 27 kwietnia 1939 Protektoratu Czech i Moraw. Po odejściu ze stanowiska wycofał się z życia politycznego i osiadł na roli, utrzymywał kontakty z czechosłowackim ruchem oporu, wspierał go także finansowo. Brał udział w organizacji ucieczek za granicę i sabotażu.
W maju 1941 roku został aresztowany przez Gestapo, w czerwcu 1942 roku został skazany na 10 lat więzienia. W grudniu 1943 roku karę zmieniono na areszt domowy w Pracejovicach. 14 maja 1945 roku został aresztowany przez służby czechosłowackie. W kwietniu 1947 roku skazany na 20 lat pozbawienia wolności i konfiskatę całego majątku. Zmarł w więzieniu.